# Russell Metty
Russell Metty (Los Ángeles, California, 20 de septiembre de 1906 – Canoga Park, California, 28 de abril de 1978) fue un destacado director de fotografía estadounidense, reconocido por su trabajo en numerosas producciones de Hollywood durante las décadas de 1940, 1950 y 1960.
En 1961 obtuvo el Óscar a la mejor fotografía por su trabajo en Espartaco, dirigida por Stanley Kubrick y protagonizada por Kirk Douglas.
A lo largo de su carrera rodó cerca de 150 películas. Algunas de las más recordadas incluyen:
- Escrito sobre el viento (1956), dirigida por Douglas Sirk, con Rock Hudson y Lauren Bacall.
- Sed de mal (Touch of Evil, 1958), dirigida por Orson Welles, con Charlton Heston, Janet Leigh y Marlene Dietrich.
- Imitación a la vida (1959), también de Douglas Sirk, con Lana Turner.
- The Misfits (1961), dirigida por John Huston, con Clark Gable, Marilyn Monroe, Montgomery Clift y Eli Wallach.
- Sierra prohibida (1966), dirigida por Sidney J. Furie, con Marlon Brando, Anjanette Comer y John Saxon.

## Premios y distinciones

### Premios Óscar
| Año  | Categoría                 | Película             | Resultado |
| ---- | ------------------------- | -------------------- | --------- |
| 1961 | Mejor fotografía en color | Espartaco            | Ganador   |
| 1962 | Mejor fotografía en color | Prometidas sin novio | Nominado  |